# Tigrioides brevipennis
Tigrioides brevipennis là một loài bướm đêm thuộc phân họ Arctiinae, họ Erebidae.